# Ivan Eržen
Ivan Eržen, slovenski zdravnik, učitelj in politik, *  Ljubljana.
Je strokovni direktor  Nacionalnega inštituta za javno zdravje, kamor je bil imenovan septembra 2022.

## Kariera
Eržen Ivan je po zaključku specializacije  deloval na Zavodu za zdravstveno varstvo Celje, ki ga je vodil 18 let.  V obdobju od leta 2008 do 2012 državni sekretar Republike Slovenije na ministrstvu za zdravje v vladi Boruta Pahorja. Leta 2011 je na državnozborskih volitvah kandidiral na listi LDS, vendar ni bil izvoljen za poslanca. Leta 2013 je bil prvič imenovan za direktorja NIJZ, kjer je deloval vse do 2018, ko ga je zamenjala Nina Pirnat. Kratek čas je funkcijo opravljal tudi leta 2020, in sicer kot vršilec dolžnosti direktorja v začetku epidemije koronavirusa. Med epidemijo je pogosto nasprotoval ukrepom vlade Janeza Janše in tudi ostro nasprotoval obveznemu cepljenju. Ob nastopu 15. vlade Republike Slovenije je novi premier Robert Golob že v prvih dneh po volitvah napovedal, da kot direktorja NIJZ vidi Ivana Eržena. Krek je sicer še do konca junija 2022 ostal direktor, zato je bil 15. junija 2022 Eržen imenovan za strokovnega direktorja inštituta.
Leta 2016 je  bil na Univerzi Ljubljana izvoljen za rednega profesorja za področje javnega zdravja. Njegove pedagoške aktivnosti  so del  študijskih  programov na različnih univerzah in  stopnjah študija.